# Holotrichia marmorata
Holotrichia marmorata är en skalbaggsart som beskrevs av Sharp 1881. Holotrichia marmorata ingår i släktet Holotrichia och familjen Melolonthidae. Inga underarter finns listade i Catalogue of Life.